# 森村 (三重県)
森村（もりむら）は三重県飯南郡にあった村。現在の松阪市飯高町の南西部、蓮川・青田川の流域にあたる。

## 地理
- 山岳：国見山、赤倉山、池木屋山、江股ノ頭、白倉山、迷岳
- 河川：櫛田川、蓮川、青田川、小久谷川、名倉谷川、唐谷川、布引谷川、里川

## 歴史
- 1889年（明治22年）4月1日 - 町村制の施行により、飯高郡森村・猿山村・蓮村・青田村の区域をもって発足。
- 1896年（明治29年）4月1日 - 所属郡が飯南郡に変更。
- 1956年（昭和31年）8月1日 - 宮前村・川俣村・波瀬村と合併して飯高町が発足。同日森村廃止。

## 地域
教育
- 森小学校

## 交通

### 道路
- 国道166号